# Уркумбаев, Марс Фазылович
Марс Фазылович Уркумбаев (каз. Марс Фазылұлы Үркімбаев; 23 ноября 1939, Алма-Ата, Казахская ССР — 18 февраля 2012, Тараз) — казахстанский государственный деятель, министр экономики Казахстана (1994).

## Биография
В 1962 году окончил механический факультет Казахского химико-технологического института (КазХТИ). Доктор технических наук. Профессор. Академик Международной инженерной академии и Инженерной академии Республики Казахстан.
- В 1962—1964 годах — ассистент КазХТИ,
- В 1965—1968 годах — аспирант Московского высшего технического училища,
- В 1969—1973 годах — старший преподаватель, доцент, заведующий кафедрой, декан КазХТИ,
- В 1973—1991 годах — ректор Джамбулского гидромелиоративно-строительного института,
- В 1990—1992 годах — генеральный директор региональной ВЭА «Тараз» — заместитель председателя Джамбулского облисполкома,
- В 1992—1993 годах — глава Южно-Казахстанской областной администрации,
- В 1992—1994 годах — председатель Южно-Казахстанского отделения Академии наук Казахстана,
- С февраля по сентябрь 1994 года — министр экономики Республики Казазстан,
- В 1994—1998 годах — президент международного фонда «Интеграция Юг»,
- В 1995—2005 годах — президент Союза промышленников и предпринимателей Казахстана.
- В 1999—2001 годах — председатель правления Конфедерации работодателей РК (с декабря).
- В 2002—2004 годах — почётный председатель компании Казфосфат, одновременно член совета директоров ОАО «Банк Каспийский».

С 2001 года — заведующий кафедрой Таразского государственного университета им. М. Х. Дулати.
Депутат Верховного Совета Республики Казахстан 12 созыва. Автор более 10 книг и более 200 научных статей.
Дети: Уркумбаев Марс Марсович 1968 г.р., Уркумбаева Марианна Марсовна 1971 г.р, супруга Кирсанова Татьяна Николаевна 1945 г.р. внуки: Уркумбаев Марс Марсович 1989 г.р, Уркумбаев Темирлан Ерланович 1991 г.р, Уркумбаева Саида Марсовна 1994 г.р.

## Награды и звания
Награждён орденами «Курмет» (2001), Трудового Красного Знамени, Знак Почета, медалями. Лауреат Государственной премии СССР.
- 2009 — Орден Парасат[2]